# Lückeprofessor
Als Lückeprofessoren werden Hochschullehrer neuen Rechts in den neuen Bundesländern bezeichnet, die zwischen 1995 und 2005 ihr aktives Arbeitsleben beendet haben und unter eine Versorgungslücke fallen. Alternativ werden sie auch als Aufbauprofessoren bezeichnet.
Es handelt sich um Hochschullehrer der Geburtsjahrgänge 1930 bis 1940, die im Prozess der Wiedervereinigung Deutschlands nach zweifacher Evaluierung hinsichtlich fachlicher Qualifikation und persönlicher Integrität als „Professoren neuen Rechts“ den Prozess der Erneuerung des Hochschulwesens gestalteten, unter ihnen auch diejenigen, denen in der DDR politisch motiviert eine Berufung in das Professorenamt verwehrt war.
Mit ausschließlich vom Geburtsdatum bestimmten drei Stichtagsregelungen werden diesem Kreis der Professoren
- der Bestandsschutz für eine in der DDR erworbene mit dem Amt eines Hochschullehrers verbundene Altersversorgung entzogen (Stichtag 30. Juni 1995)
- eine in Deutschland für Professoren übliche Versorgung über eine Verbeamtung wegen des fortgeschrittenen Lebensalters trotz durchgängiger Beschäftigung an Universitäten und Hochschulen nicht zugestanden (unterschiedlich bis Stichtag 3. Oktober 2005 in Sachsen und etwa 1. April 2003 in anderen Neuen Bundesländern) und
- eine VBL-Zusatzversorgung aus Altersgründen nicht bzw. nur marginal zuerkannt (bis Stichtag 31. Dezember 2001 vollständiger Ausschluss).

Danach erhalten die Hochschullehrer neuen Rechts die niedrigste Altersversorgung aller Professoren in Deutschland. Die Altersversorgung der betroffenen Personen erfolgt fast ausschließlich nach SGB VI, der gesetzlichen Regelaltersrente. Hochschullehrer, für die aus fachlichen Gründen und fehlender Integrität eine Weiterbeschäftigung an den Universitäten und Hochschulen in den neuen Bundesländern nicht möglich war, sind über einen Bestandsschutz ihrer Rente besser versorgt als die Hochschullehrer neuen Rechts. Diese fühlen sich diskriminiert, insbesondere da eine Entscheidung voraussichtlich nicht zu ihren Lebzeiten getroffen wird.
Hochschullehrer, die in die alten Bundesländer übersiedelt sind, wurden überwiegend verbeamtet.
Christoph Bergner widmete sich insbesondere der Hochschulerneuerung nach dem Zusammenbruch der DDR. Ein aus dieser Zeit bleibendes Thema ist die Problematik der sogenannten „Lückeprofessoren“.
Das Bemühen, eine Entscheidung über Sozial- und Arbeitsgerichte bis zum Bundesverfassungsgericht zu klären, war erfolglos, ebenso alle Bemühungen des Vereins für angestellte Professoren und Hochschullehrer neuen Rechts und Angestellte im höheren Dienst der Behörden in den neuen Bundesländern e. V. Die Gerichte haben sich formal auf den Einigungsvertrag und die Stichtagsregelung bezogen. Unverkennbare Härte müsse politisch entschieden werden.
Für nicht zuständig erklären sich: Bundespräsidialamt, Bundeskanzleramt, Bundesministerium für Arbeit und Soziales, Bundesministerium des Innern, Bundesministerium für Wirtschaft und Energie, der Beauftragte für die neuen Bundesländer, Sächsische Staatskanzlei, und Landtag Brandenburg.
Die Verantwortung für die entstandene Versorgungssituation tragen die jeweiligen Landesregierungen. Sie haben versucht die Lösung an
die Bundesregierung zu verweisen und damit die Verschleppung dieser Angelegenheit billigend in Kauf genommen. Nur im Land Mecklenburg-Vorpommern ist den Lückeprofessoren die gravierende Benachteiligung in der Altersversorgung erspart
geblieben, da sie unabhängig von ihrem Lebensalter verbeamtet wurden. Der Landtag Brandenburg 6. Wahlperiode erklärte in einer Antwort auf die kleine Anfrage der Fraktion Bündnis 90/Die Grünen im Januar 2017, dass die Rahmenbedingungen nur gemeinsam mit den übrigen neuen Bundesländern und dem Bund erarbeitet werden können.
Das Staatsministerium für Wissenschaft und Kunst des Freistaates Sachsen erklärte in einem Schreiben an den Sächsischen Landtag
am 21. Februar 2019 auf einen Antrag der Fraktion Die Linke, dass die mit der Überleitung verbundenen negativen Folgen für bestimmte
Personen sachgerecht nur auf Bundesebene beseitigt werden können.
Im Abschlussbericht zu der Petition Altersversorgung nichtverbeamteter Hochschullehrer neuen Rechts im Freistaat Thüringen vom 11. April 2019 bittet der Petitionsausschuss die Landesregierung der Beschwerde zu folgen und für die betroffenen Professorinnen und Professoren, Hochschullehrerinnen und Hochschullehrer neuen Rechts eine landesrechtliche Regelung herbeizuführen, die geeignet ist, den dargestellten Benachteiligungen im nunmehr 30. Jahr der deutschen
Einheit ein Ende zu setzen.
Der Deutsche Bundestag hat die Petition von Frau Brigitte Primke vom 30. September 2018 beraten und am 19. November 2020 beschlossen, die Petition den Landesvolksvertretungen zuzuleiten, soweit es um die Schließung der Versorgungslücke der sogenannten „Lückeprofessoren“ geht. Darüber hinaus wurde beschlossen, das Petitionsverfahren im Übrigen abzuschließen. 15 Bundesländer haben die Petition auf Rat ihrer Petitionsausschüsse abgelehnt, als letztes der Ausschuss für Petitionen des Landes von Sachsen-Anhalt am 8. Februar 2022, der vom Landtag noch bestätigt werden muss. Alle Ablehnungsschreiben gingen an die Petentin, jedes mit eigener Begründung auf dem Postweg.
Die alten Bundesländer haben sich bei der Ablehnung auf ihre Unzuständigkeit berufen, die Zuständigkeit für den Ausgleich der Versorgungslücke liege bei den neuen Bundesländern als ehemaligen Dienstherren. Bei der Übernahme des bundesdeutschen Arbeitsrechts durch die neuen Bundesländer fehlten Regelungen zu einer betrieblichen Altersversorgung, deshalb müsse der Umgang mit dieser Versorgungslücke auf Länderebene gelöst werden. Der Sächsische Landtag erkennt am 1. Juli 2021, dass die Professoren neuen Rechts keine Ansprüche auf Zusatzversorgung erworben und daher eine nicht unbedeutende Verschlechterung ihrer Ansprüche hinzunehmen haben. Er betrachtet eine rentenrechtliche Lösung für diesen Personenkreis als endgültig gescheitert. Der betroffene Personenkreis stammt überwiegend aus Sachsen.
Nur der Thüringer Landtag befasste sich im Rahmen einer gleichgelagerten Petition mit der Angelegenheit der Lückeprofessoren. Der Gesetzentwurf der Landesregierung „Thüringer Gesetz zur Gewährleistung einer verfassungsgemäßen Alimentation sowie über die Gewährung einer Anerkennungsleistung für ehemalige angestellte Professoren neuen Rechts“ wurde in der Plenarsitzung am 22. Oktober 2021 angenommen. Die Anerkennungsleistung wurde auf Antrag als Einmalzahlung in Höhe von 12.000 Euro gewährt. Sie wurde entsprechend ihres Zwecks ohne Berücksichtigung vorhandenen Einkommens oder Vermögens an die Antragsberechtigten ausgezahlt. Der Anspruch war nicht übertragbar und nicht vererblich. Die Auszahlungen an die Berechtigten sind mittlerweile vollständig erfolgt und das Verfahren damit abgeschlossen. Das Petitionsverfahren von Frau Brigitte Primke ist damit auch beendet. Die Anerkennungsleistung ist kein Ersatz für entgangene Versorgungsleistungen.